# Convenção de Ximelá
O Acordo de Ximelá ou Simla ou Acordo de Convenção entre a Grã-Bretanha, China e Tibete, [em] Ximelá, é um tratado sobre a situação do Tibete negociado pelos representantes da República da China, do Tibete e do Reino Unido em Ximelá em 1913 e 1914.[carece de fontes?]
O Acordo previa que o Tibete seria dividido em "Tibete Exterior" e "Tibete Interior". O "Tibete Exterior", que corresponde aproximadamente ao Ü-Tsang e o oeste de Kham iria permanecer nas mãos do governo tibetano em Lhasa sob suserania chinesa, mas a China não iria interferir em sua administração. O "Tibete Interior", mais ou menos, o equivalente ao Amdo e o leste de Kham, estaria sob a jurisdição do governo chinês. O acordo com os seus anexos também definia a fronteira adequada entre o Tibete e a China e entre o Tibete e a Índia britânica (esta última ficou conhecida como a Linha McMahon).
A China rejeitou o acordo e seu plenipotenciário, Ivan Chen, se retirou em 3 de julho de 1914. Os plenipotenciários britânicos e tibetanos então fizeram uma nota anexada negando a China quaisquer privilégios ao abrigo do Acordo e selou como um acordo bilateral no mesmo dia.
O trabalho de McMahon foi inicialmente rejeitado pelo governo britânico como incompatíveis com a Convenção Anglo-Russa de 1907. Esta convenção foi rejeitada em 1921. Os britânicos começaram a usar a Linha McMahon em mapas Survey of India em 1937, e o acordo de Ximelá foi publicado oficialmente em 1938.[carece de fontes?]